# AG del Dragó
AG del Dragó (AG Draconis) és un estrella variable de la constel·lació del Dragó de magnitud aparent +9,75. Es troba molt allunyada, a una distància imprecisa de 2500 parsecs o 8150 anys llum del sistema solar.

## Components
AG del Dragó és un estel simbiòtic, una classe d'estels molt escassa de la es coneixen menys de 200 representants. Aquests estels binaris on les components són una geganta vermella i normalment una nana blanca. Es troben envoltades per una nebulositat que prové de l'estel gegant.
La component freda d'AG del Dragó és una gegant de tipus espectral K3III. Té una lluminositat 2600 vegades major que la del Sol i el seu radi és aproximadament 38 vegades més gran que el radi solar. Es creu que el seu període de rotació és de 1160 dies i no sembla estar sincronitzat amb el període orbital. La seva massa pot ser un 50 % major que la massa solar.
La component calenta és una nana blanca amb una massa inferior a 0,6 masses solars i un radi aproximadament igual al 6 % del radi solar. La distància entre els dos estels és de 1,7 ua i el període orbital del sistema és de 554 dies. La inclinació del pla orbital és petita —entre 30º i 45°— i de fet la nana blanca no arriba a ser eclipsada per la gegant.
AG Draconis evidencia una metal·licitat molt baixa ([Fe/H] = -1,3), equivalent a només el 5 % de la solar. Això, unit a la seva alta velocitat espacial —148 km/s— així com a la seva latitud galàctica, fa que sigui considerada un estel d'halo.

## Variabilitat
L'anàlisi la corba de llum històrica d'AG del Dragó, disponible des de 1890, permet observar que durant els 31 primers anys la lluentor de l'estel no va sofrir fluctuacions de més de 0,1 magnituds. Al voltant de l'any 1922, la seva lluentor en quiescència va augmentar 0,29 magnituds, començant una sèrie d'oscil·lacions amb una amplitud d'1 - 2 magnituds i una durada típica de 100 a 200 dies. Els esclats s'agrupen en sis densos conjunts, cadascun d'ells d'uns 1500 dies de durada, ben separats entre si amb una periodicitat de gairebé 5300 dies. Durant els esclats, la lluentor es multiplica «només» per cinc, probablement a causa de l'absència d'elements pesants. A la tardor de 2007 la lluentor de AG Draconis va augmentar fins a magnitud +8,98 durant un esclat.
Es pensa que els esclats del sistema són provocats per transferència de massa des de l'atmosfera de la gegant a l'entorn de la nana blanca. La modulació en la transferència de massa del sistema és un efecte combinat d'un camp magnètic dipolar de la geganta i de les marees induïdes en la seva atmosfera per la seva compacta companya.
D'altra banda, les pulsacions de la geganta provoquen l'ejecció d'embolcalls de pols. Les col·lisions d'aquests embolcalls amb el vent estel·lar de l'acompanyant calenta donen lloc als successius pics durant les fases actives. Això es relaciona amb la composició del gas i pols de la nebulosa de xoc. Les anàlisis revelen empobriment de carboni, oxigen, nitrogen i magnesi, concretament el carboni es troba empobrit en un factor de deu. Aquests elements són atrapats en grans de pols (silicats i grafit) i/o molècules diatòmiques com CO, CN o CS.
Finalment, cal ressenyar que AG del Dragó és l'estel simbiòtic més brillant a la regió de raigs X. És, a més, prototip de les «fonts de raigs X súper-tous».